# خانه‌های انرژی خلاق
پروژه خانه‌های انرژی خلاق(CEH)(به انگلیسی: Creative Energy Homes) جلوه‌ای از جدیدترین فناوری خانه‌های انرژی کارامد در آینده می‌باشد. هفت خانه ساخته شده بر محوطه پارک دانشگاه در دانشگاه نتینگهام در حال طراحی و تجهیز به سطوح مختلف نوآوری و انعطاف جهت ایجاد امکان آزمون جوانب مختلف روش‌های نوین ساخت از جمله طرح و ترکیب، مواد روکش، ساختارهای بام، پی ریزی، مواد لعاب، بازده گرمایی، سامانه‌های خدماتی ساختمان، فناوریهای پایدار یا قابل تجدید، سامانه‌های نورپردازی، آکوستیک و تأمین آب، می‌باشد. هدف این پروژه انگیزش ایده‌های طراحی پایدار و ترویج راه‌های نوین تأمین مسکن‌سازی در دسترس، سازگار محیط زیست است که در طراحی نوآور باشند. این خانه‌ها برای کسب داده‌های ارزیابی چامع پس از سکونت، کاملاً تجهیز و مسکون شده‌اند.

## خانه دیوید ویلسون (The David Wilson House)

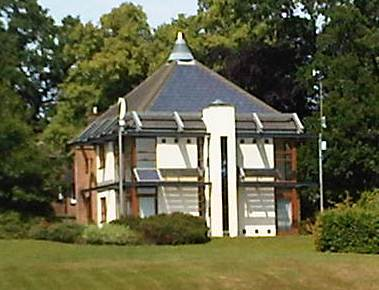
خانه دیوید ویلسون

بنای پروژه CEH در ۱۹۹۹ با «بوم خانه» دیوید ویلسون آغاز شد.
این بنا یک ملک ۴ خوابه مستقل است که در ساخت آن از آجر و بلوک استفاده شده‌است. هدف اصلی آن پشتیبانی از پژوهش دربارهٔ سامانه‌های انرژی تجدیدپذیر در اندازه خانگی همچون ریز CHP (گرما و برق مرکب)، گرمای خورشیدی، ریز بادی، لوله‌های خورشیدی، و لوازم تهویه طبیعی بود.
این خانه هم‌اکنون به عنوان فضای اداری کارکنان نتینگهام بکار می‌رود و همچنان به عنوان یک میز آزمایش برای پروژه‌های پژوهشی دانشگاه استفاده می‌گردد.

## خانه BASF
The خانه BASF خانه BASF سومین خانه ساخته شده بود که در ژانویه ۲۰۰۸ بنا شد و زمان ساخت آن تنها ۲۵ هفته بود. این خانه طراحی شد تا نشان دهد ساخت خانه‌های کم انرژی ارزان امکان‌پذیر است حال آنکه همچنان به دیدگاه خانه کم مصرف پایبند بود. آن بر طبق استاندارد سطح ۴ قانون خانه‌های مطلوب بود.
این خانه دارای یک محیط کف فشرده است که تا حد امکان برای کاهش هزینه‌ها بر طراحی خورشیدی غیرعامل تکیه دارد. دیوارهای شمالی، شرقی و غربی کاملاً عایق بندی شده‌اند، با کمترین تعداد ورودی متناسب با استاندارد روشنایی مطلوب روز. مقطع جنوبی دربردارنده یک صفحه خورشیدی دولایه پرلعاب قابل تنظیم با صفحات لعاب دار است که برای تسهیل در گرمایش یا سرمایش می‌توان آن‌ها را باز یا بسته نمود.
یک مبادله‌کننده گرمای هوای زمینی ساخت ریهاو، در جلوی خانه موجود است که شامل یک شبکه لوله‌های Rehau افقی است که در عمق حدود ۲ متری زیر زمین مدفون است. در طول سال دمای خاک در این عمق تنها بین ۸ تا ۱۲ °C تغییر می‌کند. بدین صورت پیش گرمایش هوای سرد ورودی به ساختمان در زمستان و سرمایش هوا در تابستان ممکن می‌گردد.
یک سامانه آبرسانی بارانی نیز می‌تواند نصب گردد، که شامل یک مخزن ۳۵۰۰ لیتری واقع در زیر فضای پارکینگ خودرو مدفون می‌گردد. این مخزن آب باران جمع شده از بام را ذخیره می‌نماید. این آب جهت شستشوی لباسها، آبیاری باغ، فلاش تانک سرویس بهداشتی و نظافت کلی بکار می‌رود. صرفه جویی در آب نیز یک عامل مهم در قانون خانه‌های مطلوب است و استفاده از سامانه آبرسانی بارانی کاهش مشهودی را در میزان مصرف سرانه از شبکه آب سبب می‌گردد.
فضای خورشیدی، در جلوی خانه گرمای دریافتی از خورشید را جذب می‌کند، تا هوا را برای استفاده در بقیه فضای خانه گرم نماید. برای تأمین بهبود کیفیت زندگی در خانه توسط بیشینه‌سازی بهره از روشنایی طبیعی روز و کاهش انرژی مورد نیاز روشنایی خانه، نمای روبه جنوب تقریباً ۱۰۰٪ لعاب دار است و نمای رو به شمال ۳۰٪ لعاب دارد.
۳ صفحه گرمایش خورشیدی روی بام خانه برای گرمایش آب داغ قرار دارد. این سامانه بزرگ‌تر از اندازه معمول برای چنین اندازه خانه است، که امکان ذخیره آب داغ را برای مدت ۳ روز مهیا می‌سازد و به جبران شرایط مدت طولانی ابری کمک می‌نماید.

## خانه E.ON
The E.ON House خانه E.ON نسخه عینی خانه شبه مستقل انگلیسی در ۱۹۳۰ است که در اصل برای پژوهش تأثیر روش‌های مختلف بهینه‌سازی در خانه‌های قدیمی موجود ساخته شد.
بنابر قانون خانه‌های مطلوب (CfSH) از سال ۲۰۱۶ تمامی خانه‌های ساخته شده می‌بایست ملزومات سطح 6 CfSH یا کربن صفر را دارا باشند. هرچند، پیش‌بینی شده‌است که تا سال ۲۰۵۰، ۲۵ میلیون خانه انگلیسی موجود در شمار بین ۷۰ و ۹۰ درصد خانه‌های قدیمی خواهند بود. حدود ۲۵٪ نشت دی‌اکسید کربن در انگلیس ناشی از خانه‌های مسکونی قدیمی می‌باشد. پر واضح است که با افزایش بازده خانه‌های موجود تولید کربن در انگلیس بسیار کاهش می‌یابد.
این خانه بر اساس قواعد ساختمانی دهه ۱۹۳۰ ساخته شده و مسئولین پروژه می‌بایست مجوزهای خاصی را جهت ساخت این بنا کسب می‌نمودند. این بنا دارای هیچ بام یا دیوار عایق فرسایش نیست و در آن پنجره‌های انعکاس ساده بکار رفته‌است. آب داغ توسط یک آب گرم کن شناور گازی قدیمی و ناکارآمد غیر انقباظی تهیه می‌شود. نقشه ارتقای این خانه دهه ۱۹۳۰ به حد بالای خانه دارای سطح ۶ استاندارد CfSH می‌باشد. امید است که تجربیات کسب شده از این پژوهش دقیق به تعیین نقشه راهی برای بهینه‌سازی خانه‌ها برای ایجاد ویژگی‌های پایدار بیشتر کمک نماید. این پروژه شامل ۳ فاز است:
1. طی فاز نخست خانه در وضعیت سابق خود مشاهده می‌گردد. بیش از ۱۰۰ حسگر در اطراف خانه برای ثبت دما، رطوبت نسبی، مصرف برق لوازم شخصی، مصرف گاز، مصرف آب، مصرف کلی برق و میزان سکونت، قرار دارد.
2. فاز دوم از اوت ۲۰۱۰ تا ژوئن ۲۰۱۱ به اجرا درآمد. بنا توسط افزایش عایق، یک سامانه گرمایش بهینه، لعاب دو برابر، روشنایی پربازده تر و ضد خشکسالی، به روز شد. پژوهش تحت این بهینه‌سازی‌ها ادامه یافت.
3. در فاز سوم، با آغاز از اواخر ۲۰۱۱، بهینه‌سازی بیشتر با بهره‌گیری از نصب یک ابزار سبک پایدار با تولید یک منطقه حایل میان ملک و عناصر خارجی و یک میدان خورشیدی برای بیشینه‌سازی دریافت خورشیدی انجام خواهد گرفت. فناوری‌های انرژی قابل تجدید، همچون صفحه خورشیدی و سامانه آب داغ خورشیدی نیز به جهت تأمین برق و آب گرم خانه نصب خواهند شد.

## خانه‌های ترمک (The Tarmac Homes)
Tarmac have sponsored the construction of two semi-detached eco-homes called خانه‌های ترمک ترمک با ساخت دو بوم خانه شبه مستقل به نام‌های خانه ترمک تشکیل شده‌است. این خانه‌ها توسط کارخانه ZED ZEDfactory، شرکت مسئول پروژه BEDZED در جنوب لندن طراحی شده‌اند. یکی از خانه‌ها با سطح ۴ از CfSH و دیگری با سطح 6 CfSH ساخته شده‌است.
این خانه‌ها مبین این هستند که ساخت یک خانه پایدار با استفاده از مواد کنونی در دسترس و روش‌های سنتی ساخت و ساز ممکن می‌باشد. ویژگی‌های پایدار این املاک از این قرارند:
- دیوارهای بسیار عایق با 250 mm عایق فرسایش دیوار.
- یک سامانه گرمایشی زیست توده واقع در جلوی خانه‌ها.
- یک سامانه آبگرمکن خورشیدی با صفحات قابل نصب بر بام.
- لوح‌های خورشیدی Solar Century با سطح استاندارد خانه ۶ برای کمک به تأمین نیازهای برقی.

## خانه نتینگهام
خانه نتینگهام (The Nottingham H.O.U.S.E) یک خانه «ابتدایی» کوچک خانوادگی است، که به عنوان بخشی از یک برنامه دهگانه خورشیدی اروپا در ۲۰۱۰ توسط دانشجویان دانشکده معماری و ساخت محیط زیست ساخته شد. این خانه یک روش طراحی پایدار کربن صفر را معرفی می‌کند که با سطح ۶ قوانین خانه‌های پایدار انگلیس سازگار است. این یک خانه پیش‌ساخته دو طبقه است با یک باغچه حیاط که می‌تواند به شکل مهتابی یا مشا بکار رود.
این خانه در برنامه بوم سازه ۲۰۱۰ رونمایی شد و جایزه بهترین استفاده از تیرچوبی را از آن خود ساخت. الگوهای این خانه شانگهای اکسپو ۲۰۱۰ نیز ارائه گردید. این خانه پیش‌ساخته قرار است در آینده نزدیک به محوطه پارک دانشگاه در دانشگاه نتینگهام منتقل گردد.

## خانه گروه مارک (The Mark Group House)
گروه مارک هم‌اکنون در دست ساخت است. این بنا یک ملک ۴ خوابه ساخته شده توسط سامانه داربست فلزی با پوشش عایق می‌باشد. در ساخت زیرزمین یک قالب بتون عایق (ICF) که تفاله کوره دمنده زمینی (GGBS) را با بتون پورتلند آمیخته است، بکار رفته‌است.
تولید بتون پورتلند به ازای هر تن بتون حدود ۱ تن دی‌اکسید کربن تولید می‌کند، حال آنکه GGBS به عنوان یک محصول جنبی صنعت آهن، در هر تن‌تنها ۰٫۱ تن دی‌اکسید کربن تولید می‌کند [نیاز به ذکر منبع]. GGBS را می‌توان برای کاهش تولید مواد کربنی تا حدود ۴۰٪، با نسبت ۳۰٪-۷۰٪ با بتون پورتلند مخلوط نمود.